# ترور اولاف پالمه
در روز جمعه، ۲۸ فوریه ۱۹۸۶، ساعت ۲۳:۲۱ CET (۲۲:۲۱ UTC)، اولاف پالمه، نخست‌وزیر سوئد، هنگامی که با همسرش لیسبت پالمه در خیابان مرکزی استکهلم از خانه سینما به خانه می‌رفت، در خیابان اسویوژن با یک گلوله مجروح شد. لیسبت پالمه در اثر شلیک دوم کمی زخمی شد. این زوج بادیگارد (محافظ شخصی) نداشتند.
کریستر پترسون، که قبلاً به جرم قتل غیرقانونی محکوم شده بود، پس از شناسایی توسط همسر پالمه، در سال ۱۹۸۸ به قتل محکوم شد. با این حال، در دادگاه تجدیدنظر، وی تبرئه شد. دادخواست دادگاه جدید، توسط دادستان، توسط دادگاه عالی سوئد رد شد. پترسون در ۲۹ سپتامبر ۲۰۰۴ درگذشت و از نظر قانونی بی گناه در ترور پالمه اعلام شد.
در ۱۰ ژوئن ۲۰۲۰، دادستان ارشد کریستر پیترسون، مسئول تحقیق، نتیجه‌گیری خود را اعلام کرد که استیگ انگستروم، که به عنوان «مرد اسکاندیایی» نیز شناخته می‌شود، به احتمال زیاد مظنون است. استیگ انگستروم در سال ۲۰۰۰ خودکشی کرد و به این ترتیب دیگر اقدامات تحقیقاتی یا قضایی امکان‌پذیر نبود، تحقیقات رسماً متوقف شد و پرونده قتل نخست‌وزیر اولاف پالمه مختومه اعلام شد.
همچنین نظریه‌های مختلفی در مورد قتل ارائه شده ‌است.

## شب ترور

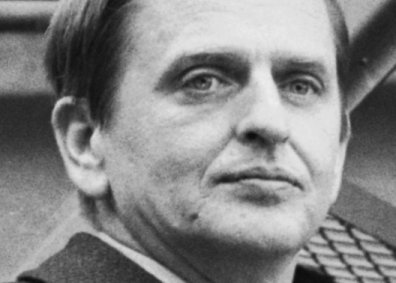
اولوف پالمه در اوایل دهه ۱۹۷۰

علیرغم اینکه پالمه نخست‌وزیر بود، سعی داشت تا حد ممکن زندگی معمولی داشته باشد. او اغلب بدون هیچ گونه محافظت بیرون می‌رفت و شب قتلش یکی از این موارد بود. در حال قدم زدن از سینمای بزرگ به همراه همسرش لیسبت پالمه در خیابان مرکزی استکهلم اسویوژن، نزدیک به نیمه شب ۲۸ فوریه ۱۹۸۶، این زوج توسط یک فرد مسلح تنها مورد حمله قرار گرفتند. پالمه در ساعت ۲۳:۲۱ دقیقه از فاصله نزدیک از پشت به ضرب گلوله کشته شد، شلیک دوم همسر پالمه را زخمی کرد.
پلیس گفت که یک راننده تاکسی از رادیو موبایل خود برای ایجاد زنگ خطر استفاده می‌کند و دو دختر در اتومبیل اطراف سعی می‌کنند که کمک کنند. هنگام ورود به بیمارستان در ساعت ۰۰:۰۶ اعلام شد که وی کشته شده‌است CET در ۱ مارس ۱۹۸۶. مهاجم به سمت شرق فرار کرد.
معاون نخست‌وزیر اینگوار کارلسون بلافاصله وظایف نخست‌وزیری را به عنوان رهبر جدید حزب سوسیال دموکرات سوئد را برعهده گرفت.

## ترتیب وقایع

### تصمیم برای رفتن به سینما
تصمیم پالمه برای بازدید از سینما بزرگ در مدت خیلی کوتاهی گرفته شد. لیسبت پالمه هنگام دیدن بعد از ظهر در مورد دیدن یک فیلم بحث کرده بود و ساعت ۱۷:۰۰ با پسرش، مورتن پالمه تماس گرفت تا دربارهٔ این فیلم در سینما بزرگ صحبت کند. اولوف پالمه درمورد این برنامه‌ها چیزی نمی‌شنید تا اینکه در خانه، در ساعت ۱۸:۳۰، هنگامی که با همسرش ملاقات کرد، در آن موقع پالمه فرستادن محافظ شخصی از سرویس امنیتی سوئد را رد کرده بود. او در مورد برنامهٔ سینما تلفنی با پسرش صحبت کرد و سرانجام آنها تصمیم گرفتند با مورتن و دوست دخترش که از قبل بلیط برای خود تهیه کرده بودند، برای دیدن کمدی سوئدی Bröderna Mozart (برادران موتزارت) ساخته سوزان اوستن بروند. این تصمیم حدود ساعت ۲۰:۰۰ گرفته شد. بعداً پلیس آپارتمان پالمه و همچنین محل کار لیسبت و مورتن را برای یافتن وسایل گیرنده سیم یا اثری از این تجهیزات (برای فهمیدن اینکه کسی تلفن آنان را شنود کرده یا نه) جستجو کرد، اما موردی پیدا نکرد.

### سینمای بزرگ

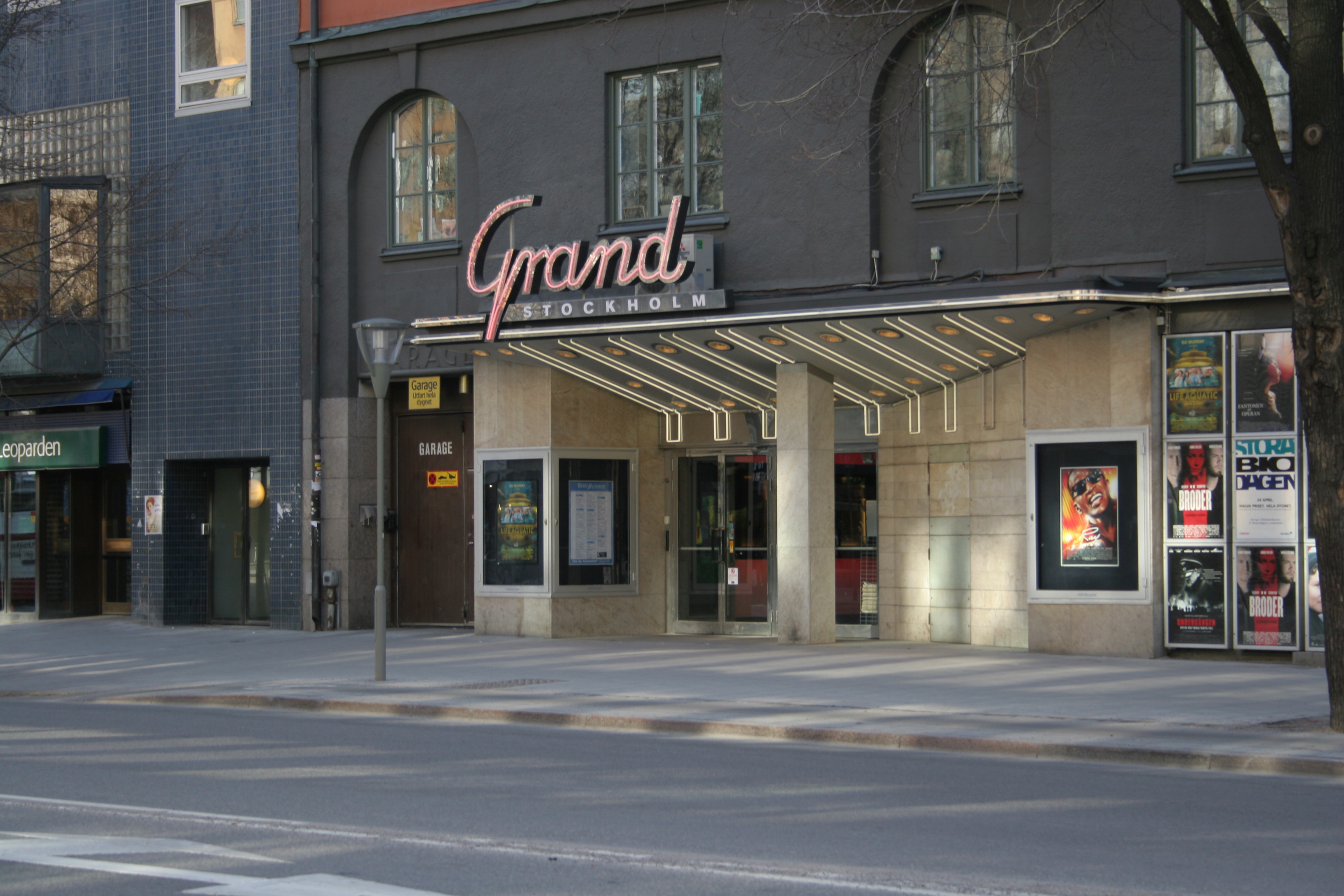
مکان سینمای بزرگ.

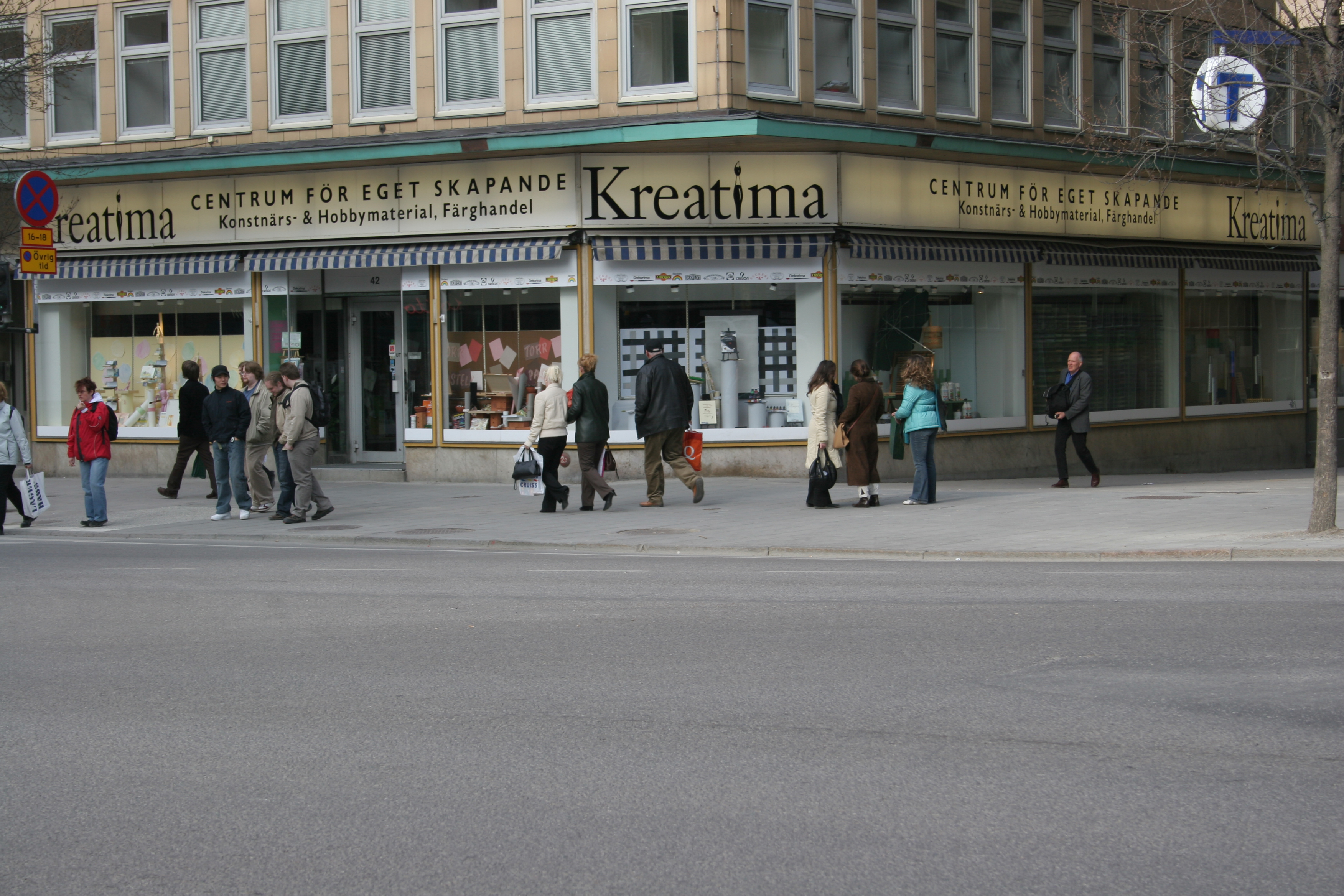
خیابان اسویوژن جایی که پالمه مورد اصابت گلوله قرار گرفت.

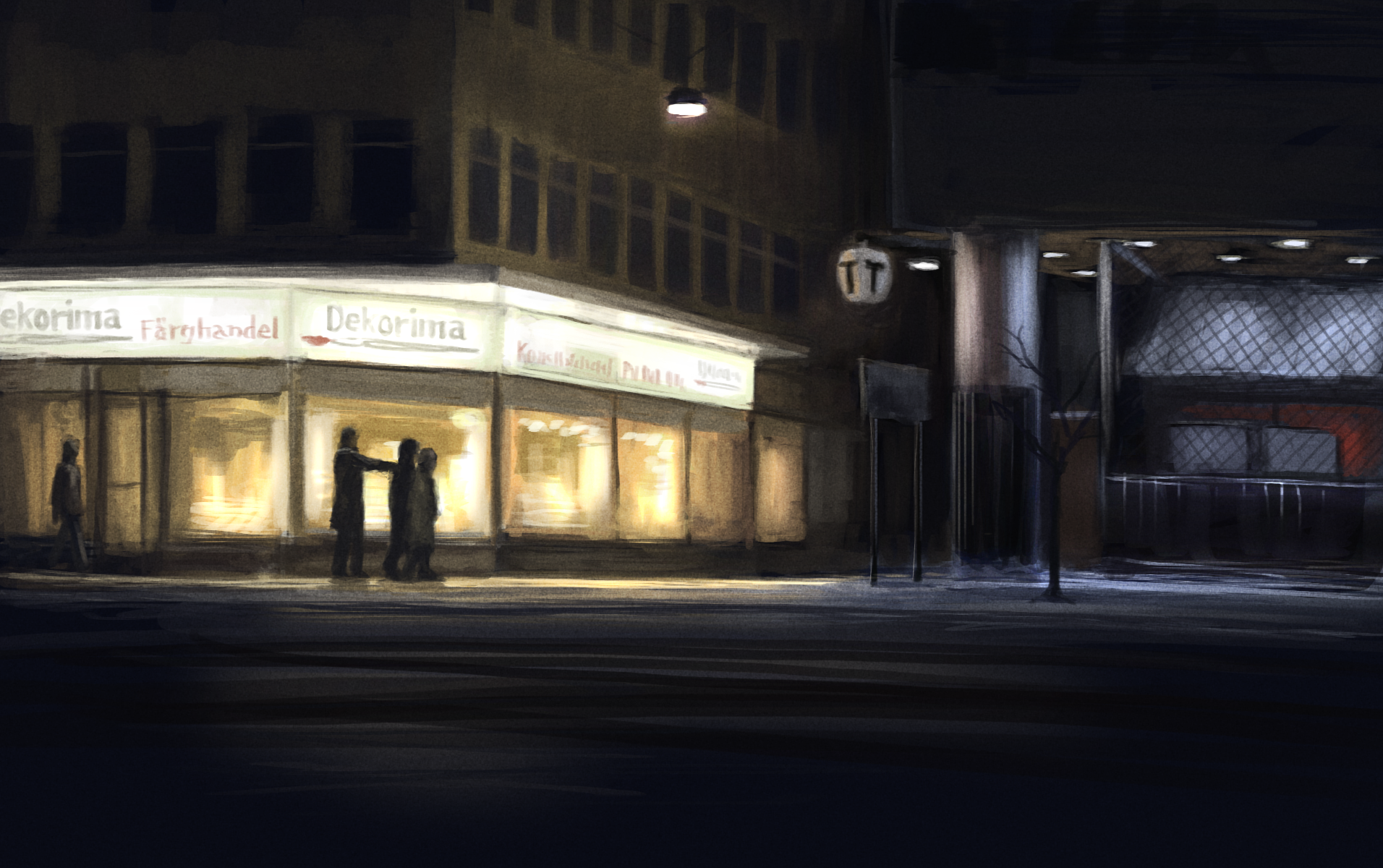
نقاشی یک هنرمند از وقوع ترور.

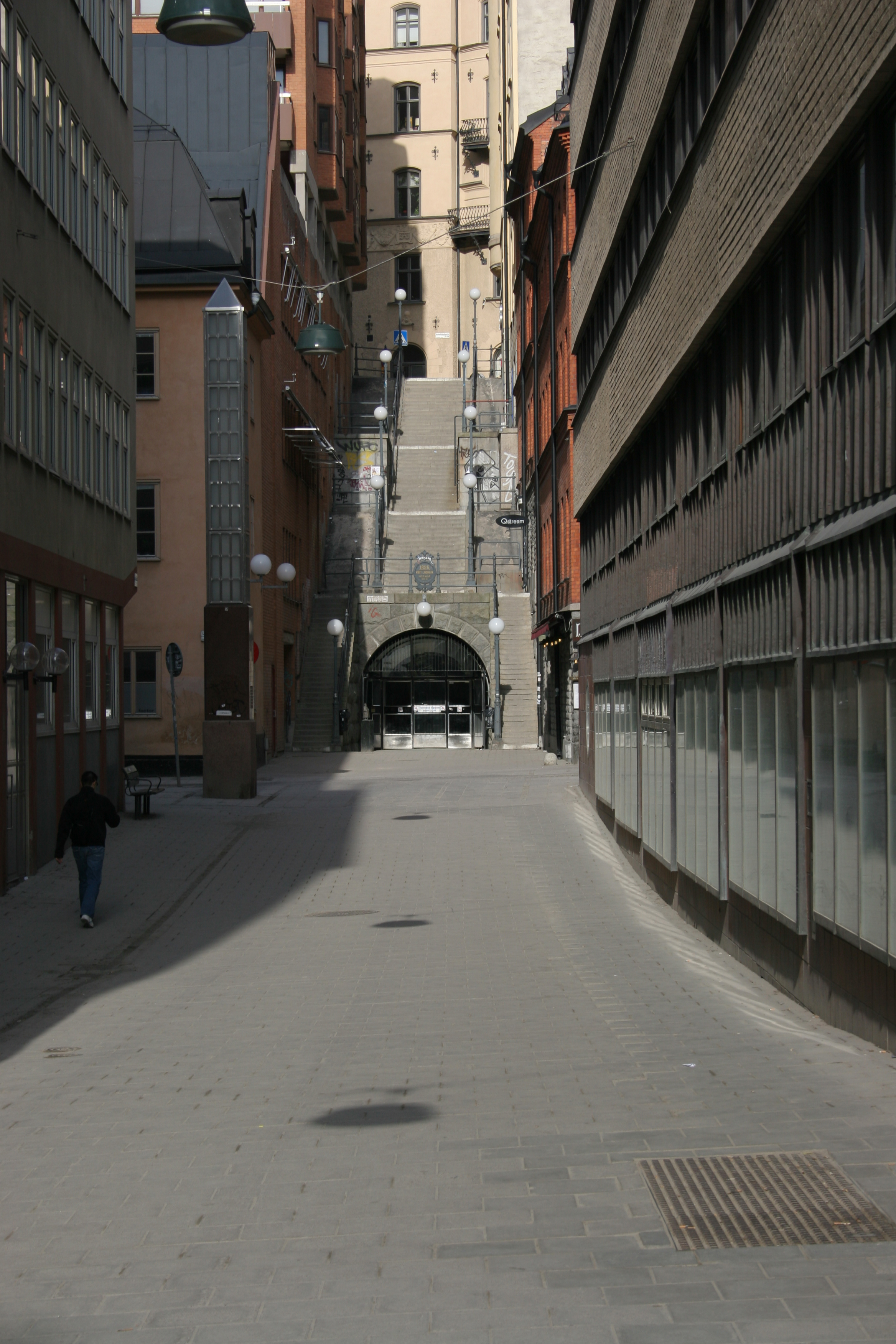
تونلگتان مسیر فرار فوری قاتل.

در ساعت ۲۰:۳۰ زوج پالمه آپارتمان خود را ترک کرد و به ایستگاه مترو گاملا استان رفت. چند نفر شاهد پیاده‌روی کوتاه آنها تا ایستگاه بودند و طبق تحقیقات بعدی پلیس، در مورد کمبود محافظ اظهار نظر کردند. این زوج با قطار مترو به ایستگاه Rådmansgatan رفتند و از آنجا به سمت گراند سینما پیاده رفتند. آنها حدوداً ساعت ۲۱:۰۰ پسرشان به همراه دوست دخترش بیرون از سینما ملاقات کردند. اولاف پالمه هنوز بلیط خریداری نکرده بود و تا آن زمان موجودی بلیط‌ها تقریباً تمام شده بود. متصدی بلیط با شناخت نخست‌وزیر، می‌خواست او بهترین صندلی‌ها را داشته باشد، بنابراین صندلی‌های کارگردان تئاتر را به اولاف فروخت.

### قتل
پس از پایان نمایش، دو زوج (اولاف پالمه و همسرش در کنار پسرش و دوست دختر وی) مدتی بیرون تئاتر ماندند اما حدود ساعت ۲۳:۱۵ از هم جدا شدند. اولاف و لیسبت پالمه به سمت جنوب در ضلع غربی خیابان اسویوژن، به سمت ورودی شمالی ایستگاه مترو Hötorget حرکت کردند. وقتی به کلیسای آدولف فردریک رسیدند، از خیابان اسویوژن عبور کردند و در سمت شرقی خیابان ادامه دادند. آنها لحظه ای متوقف شدند تا به چیزی در ویترین مغازه نگاه کنند، سپس از کنار مغازه دکوریما (امروزه Urban Deli) که در گوشه دو خیابان اسویوژن و تونلگتان واقع بود، ادامه دادند.
در ساعت ۲۳:۲۱، مردی از پشت ظاهر شد، اولین تیر را از فاصله دور به اولاف شلیک کرد و تیر دوم را به سمت همسرش شلیک کرد. سپس مجرم در خیابان تونلگتان، پله‌های پله تا Malmskillnadsgatan دوید و به پایین خیابان باگارس گاتا [خیابان] ادامه داد، جایی که آخرین بار وی دیده شد.

### جدول زمانی
به لطف گفتگوی رادیویی در مرکز اعزام مرکزی، حوادث بلافاصله پس از قتل با دقت بسیار بالایی مشخص شد.
- ۲۳:۲۱:۳۰ - پالمه و همسرش مورد اصابت گلوله قرار می‌گیرند.
- ۲۳:۲۲:۲۰ - شاهدی با خط اضطراری ۹۰۰۰۰ تماس می‌گیرد که خبر از قتل می‌دهد، اما تماس نادرست است و گیرنده به پلیس راه نمی‌یابد.
- ۲۳:۲۳:۴۰ - یک اپراتور تاکسی (کسی که تماس دریافت می‌کند و تاکسی به محل می‌فرستد) با مرکز اعزام پلیس تماس می‌گیرد تا پیامی را از یکی از رانندگان خود ارسال کند مبنی بر اینکه کسی در گوشه اسویوژن و تونلگتان مورد اصابت گلوله قرار گرفته‌است.
- ۲۳:۲۴:۰۰ (تقریباً ) - یک گشت پلیس که در فاصله چند صد متری مستقر می‌شود، بعد از اینکه توسط راننده تاکسی دوم که خبر تیراندازی در رادیو تاکسی خود را شنیده بود، به او هشدار داده می‌شود و در صحنه حاضر می‌شود.
- ۲۳:۲۴:۴۰ - مرکز اعزام اضطراری با پلیس در مورد تیراندازی در اسویوژن تماس می‌گیرد. اپراتور مرکز اعزام دانش در مورد هرگونه رویدادی را انکار می‌کند.
- ۲۳: ۲۴: ۰۰–۲۳: ۲۵: ۳۰ (تقریباً ) - یک واگن گشت – مستقر در Malmskillnadsgatan، نه چندان دور از مسیر فرار مهاجم – می‌رسد و از طرف افسر فرمانده دستور می‌گیرد تا مهاجم را شکار کند.
- ۲۳:۲۵:۰۰ (تقریباً ) - آمبولانس عبوری متوقف شده و به قربانیان کمک می‌کند.
- ۲۳:۲۶:۰۰ - مرکز اعزام پلیس با مرکز اضطراری SOS تماس می‌گیرد تا به آنها اطمینان دهد که از وقایع در تقاطع اسویوژن / تونلگتان مطلع شده‌اند.
- سومین گشت پلیس وارد می‌شود.
- آمبولانس دوم می‌رسد.
- ۲۳:۲۸:۰۰ - اولین آمبولانس با هر دو قربانی عازم بیمارستان Sabbatsberg می‌شود. همسر پالمه، که به شدت زخمی نشده و حاضر نمی‌شود شوهرش را ترک کند.
- ۲۳:۳۰:۰۰ - ناظر پلیس مسئول در صحنه به مرکز اعزام پلیس اطلاع می‌دهد که نخست‌وزیر مقتول بوده‌است.
- ۲۳:۳۱:۴۰ - مرکز اعزام اورژانس مطلع می‌شود که آمبولانس به بیمارستان رسیده‌است.
- ۰۰:۰۶:۰۰ - پالمه مرده اعلام شد.
- ۰۰:۴۵:۰۰ - معاون نخست‌وزیر اینگوار کارلسون وارد روزنبد شد.
- ۰۱:۱۰:۰۰ - اولین رادیو در مورد قتل پخش کرد.
- ۰۴:۰۰:۰۰ - اولین پخش تلویزیونی.
- ۰۵:۱۵:۰۰ - دولت یک کنفرانس مطبوعاتی برگزار می‌کند.

## صحنه جنایت
تنها گلوله‌های قانونی که توسط قاتل به جا مانده بود، دو گلوله شلیک شده بود که به عنوان سوراخ کردن فلز دانه Winchester-Western .357 Magnum 158 شناخته شد. هر دو گلوله با قطعات سرب که در لباس‌های اولاف و لیسبت پالمه یافت می‌شد مطابقت داشت. از آنجا که این سلاح یک هفت تیر بود (که به صورت خودکار موارد کارتریج را خارج نمی‌کند) هیچ موردی برای بازیابی جهت بررسی بالستیک وجود نداشت - فقط دو گلوله از خیابان یافت شد. به دلیل عدم تغییر شکل مشخص گلوله‌ها، محققان نتیجه گرفتند که سلاح قاتل یک اسلحه کاملاً بزرگ بود. بیشترین سلاح مورد استفاده برای این نوع مهمات، اسمیت و وسون .۳۵۷ است، به همین دلیل تلاش زیادی برای یافتن سلاحی از این ساخت انجام شد.
در طول تحقیقات، پلیس سوئد تقریباً ۵۰۰ مگنوم هفت‌تیر را تست شلیک کرد. تحقیقات تأکید ویژه ای بر ردیابی ده دستگاه هفت تیر مگنوم داشت که در زمان قتل به سرقت رفته بودند. همه اینها به جز هفت تیر ساکسدورف، اسلحه ای که از خانه استکهلم آرن ساکسدورف فیلمساز سوئدی در سال ۱۹۷۷ به سرقت رفته بود، واقع شده بودند. شخصی که این سلاح را به سرقت برده دوست فروشنده مواد مخدر سیگورد «سیگ» سدرگرن بود که در بستر مرگ ادعا کرد دو ماه قبل از ترور اسلحه ای از همان نوع را به کریستر پترسون قرض داده‌است.
سلاح دیگری که در تحقیقات برجسته برجسته شده‌است اسلحه موسوم به Mockfjärd است. این سلاح، یک هفت تیر از نوع Smith &amp; Wesson Model 28 ("Highway Patrolman") با کالیبر ۳۵۷ مگنوم، اولین بار به‌طور قانونی توسط یک غیرنظامی در شهر لولئو در شمال سوئد خریداری شد. این اسلحه به همراه ۹۱ گلوله سوراخ کننده فلز در یک سرقت در هاپاراندا در سال ۱۹۸۳ به سرقت رفته بود و گمان می‌رفت در همان سال در سرقت از یک اداره پست در Mockfjärd، دالارنا مورد استفاده قرار گرفته باشد. تجزیه و تحلیل ایزوتوپ سربی از گلوله ای که در حین سرقت شلیک شده، تأیید می‌کند که ترکیب ایزوتوپی مشابه گلوله‌های بازیابی شده از صحنه جرم ترور است و گلوله‌ها به‌طور همزمان ساخته شده‌اند. در پاییز سال ۲۰۰۶، پلیس سوئد با اعتنا به اطلاعاتی که در روزنامه اکسپرسن منتشر شد، یک دستگاه هفت تیر اسمیر و وسون .۳۵۷ را از دریاچه ای در دالارنا بازیابی کرد. مشخص شد این اسلحه همان اسلحه ای است که در سرقت از اداره پست در Mockfjärd استفاده شده‌است، که توسط شماره سریال اسلحه تأیید شده‌است. اسلحه برای تجزیه و تحلیل بیشتر به آزمایشگاه ملی علوم پزشکی قانونی در لینشوپینگ منتقل شد. با این حال، آزمایشگاه در ماه مه ۲۰۰۷ به این نتیجه رسید که آزمایش روی اسلحه نمی‌تواند تأیید کند که آیا آن در ترور پالمه استفاده شده یا خیر، چون بیش از حد زنگ زده بود.
شاهدان متعددی وجود داشتند که بیش از ۲۵ نفر از آنها به پلیس مراجعه کردند. شاهدان قاتل را مردی بین ۳۰ تا ۵۰ سال، قد تقریبی ۱۸۰ (۵'۱۱ ") تا ۱۸۵ (۶'۱") سانتی‌متر و پوشیده از ژاکت یا کت تیره توصیف کردند. بسیاری او را فردی که با لنگی راه رفته یا «ناشیانه عمل کرده» توصیف کردند، اما این شهادت‌ها بلافاصله پس از قتل، (به جز دستگیری کریستر پترسون) ارائه نشد. در ابتدا، بسیاری از شاهدان، حرکات قاتل را صاف، کارآمد و قدرتمند توصیف می‌کردند. هیچ شاهدی در موقعیتی نبود که بتواند قاتل را با جزئیات مشاهده کند. طرح قاتل فرض شده پلیس یک هفته پس از قتل به‌طور گسترده در رسانه‌ها پخش شد و منجر به هجوم گسترده نکات از سوی مردم شد، اما بعداً مشخص شد شاهدی که بر اساس گفته‌های وی قاتل را کشیدند، احتمالاً ضارب را ندیده‌است بنابراین توصیف خوبی از ظاهر قاتل وجود ندارد اما شاهدان در مورد راه فرار قاتل توافق داشتند.

## تقویم تحقیق و دادستان‌های برجسته
روسای تحقیق
- Gösta Welander (sv) (شب قتل)[۱۲]
- Hans Holmér (1986–1987)[۱۳]
- Ulf Karlsson (sv) (1987–1988)[۱۳]
- Hans Ölvebro (sv) (1988–1997)[۱۳]
- Stig Edqvist (1997–2012)[۱۳]
- Hans Melander (2012–2013 and 2016–2020)[۱۴][۱۴][۱۵][۱۶]
- Dag Andersson (2013–2016)[۱۴][۱۵][۱۷]

رئیس دادستان
- K.G. Svensson (sv) (spring of 1986)[۱۸][۱۸]
- Claes Zeime (sv) (1986–1987. Assisting prosecutors: Solveig Riberdahl, Anders Helin och Bo Josephson)[۱۸]
- Axel Morath (sv) (1987–1994. Assisting prosecutors: Solveig Riberdahl, Anders Helin och Jörgen Almblad)[۱۸]
- Solveig Riberdahl (sv) (1994–1996. Assisting prosecutors: Anders Helin och Jan Danielsson)[۱۸]
- Jan Danielsson (sv) (1996–2000. Assisting prosecutor: Kerstin Skarp)[۱۸]
- Agneta Blidberg (sv) (2000–2009. Assisting prosecutor: Kerstin Skarp)[۱۸]
- Kerstin Skarp (2009–2017)[۱۹]
- Krister Petersson (sv) (2017–2020)[۱۹]

## نظریه‌های قتل
همراه با طولانی شدن تحقیقات بعدی، تعدادی از نظریه‌ها پیرامون قتل به وجود آمد. در آن زمان، طبق قوانین سوئد حداکثر تحقیق پیرامون قتل ۲۵ سال بود. این قانون بعداً برای جلوگیری از انقضا پرونده پالمذ تغییر یافت و بنابراین تحقیقات پلیس به مدت ۳۴ سال فعال بود.
در فوریه سال ۲۰۲۰، کریستر پیترسون، دادستان مسئول تحقیقات، اظهار داشت که انتظار دارد یک پرونده قطعی ارائه دهد یا ظرف چند ماه پرونده را به اتهام بگذارد یا تحقیقات را مختومه کند.

### ارتباط یوگسلاوی
در ژانویه ۲۰۱۱، مجله آلمانی با استناد به سوابق رسمی بازجویی آلمان در رابطه با تحقیقات دیگر از سال ۲۰۰۸ نشان می‌داد که ترور توسط یکی از عوامل سرویس امنیتی یوگسلاوی انجام شده‌است.

### مرد ۳۳ ساله
یک فرد افراطی سوئدی به نام ویکتور گونارسون (با برچسب رسانه ای، "۳۳ ساله")، به سرعت پس از قتل، دستگیر شد اما پس از اختلاف بین پلیس و وکلای دادسرا، به سرعت آزاد شد. او با گروه‌های مختلف افراطی، از جمله حزب کارگران اروپا، شاخه سوئد جنبش لاروش ارتباط داشت. جزوه‌های خصمانه حزب از طرف پالمه در خانه او در خارج از استکهلم پیدا شد.

### ماجرای مک‌فارلین
برخی معتقدند که ترور او با افشاگری‌های ماجرای مک‌فارلین مرتبط است که شرکت‌هایی در بریتانیا، آلمان، سوئد، بلژیک، هلند، فنلاند، نروژ، ایتالیا، اتریش و فرانسه، اسپانیا و پرتغال در کار تولید و فروش سلاح به ایران بودند. ابوالحسن بنی‌صدر معتقد است که اولاف پالمه مستقیماً به دلیل اطلاعاتش از فروش اسلحه به ایران به قتل رسید. گفته می‌شد که اولاف پالمه قصد داشت در اینباره تحقیق کند. به‌ویژه آنکه نقش شرکت سوئدی بوفورس نوبل کورت در فروش اسلحه به ایران علنی شده بود.

### کریسته پترسون

کریسته پترسون

در دسامبر ۱۹۸۸، تقریباً سه سال پس از مرگ پالمه، کریسته پترسون، یک جنایتکار، مصرف‌کننده مواد مخدر و مشروبات الکلی، که قبلاً به جرم قتل غیرقانونی زندانی شده بود، به جرم قتل پالمه دستگیر شد. او توسط همسر پالمه شناسایی شده و به عنوان قاتل در یک صف قرار گرفت و به جرم قتل محکوم شد، اما بعداً در دادگاه تجدیدنظر تبرئه شد. درخواست تجدیدنظر پترسون به سه دلیل اصلی موفق شد:
- عدم پیگرد قانونی در تولید سلاح قتل.
- فقدان انگیزه مشخص قتل.
- تردید در مورد قابل اعتماد بودن شهادت همسر پالمه و «خطاهای فوق‌العاده فاحش» پلیس در تنظیم صف (دادن نکاتی به او در مورد سو مصرف الکل پترسون، و اجازه دادن به او که شبیه یک الکی به نظر برسد)

شواهد دیگری علیه پترسون در اواخر دهه ۱۹۹۰ ظاهر شد، که بیشتر از مجرمان خرده بود. آگنتا بلیدبرگ، دادستان ارشد، رسیدگی مجدد به پرونده را در نظر گرفت، اما تأیید کرد که اعتراف به تنهایی کافی نیست، و گفت:
او باید در مورد سلاح چیزی بگوید زیرا دادگاه تجدیدنظر شرط را در حکم خود تعیین کرده‌است. این تنها مدرک فنی است که می‌تواند به عنوان دلیلی برای بازگشایی پرونده ذکر شود.
در حالی که پرونده قضایی علیه پترسون بسته شد، تا زمانی که سلاح قاتل و خود قاتل پیدا نشود پرونده تحقیقات در اداره پلیس نمی‌تواند بسته شود. کریستر پترسون در ۲۹ سپتامبر ۲۰۰۴، پس از خونریزی مغزی ناشی از زمین‌خوردن در هنگام تشنج صرع، درگذشت.
طبق یک برنامه مستند که در فوریه ۲۰۰۶ از کانال تلویزیون دولتی سوئد SVT پخش شد ، همکاران پترسون ادعا کردند وی به نقش خود در قتل به آنها اعتراف کرده اما با این توضیح که هویت اشتباه بوده‌است. گفته می‌شود، پترسون قصد کشتن سیگورد سیدرگرن، فروشنده مواد مخدر را داشته که شب‌ها به‌طور معمول در همان خیابان راه می‌رفت و از نظر ظاهری و لباس شباهت زیادی به پالمه داشت. این برنامه همچنین حاکی از آن بود که آگاهی پلیس بیشتر از آنچه قبلاً تصدیق شده بود به دلیل نظارت بر فعالیت مواد مخدر در منطقه وجود داشت. پلیس چندین افسر در آپارتمان‌ها و اتومبیل‌ها در امتداد آن چند بلوک خیابان اسویوژن داشت، اما ۴۵ دقیقه قبل از قتل، نظارت پلیس متوقف شد (پلیس خیابان را ترک کرد). با توجه به این افشاگری‌ها، پلیس سوئد متعهد شد که پرونده پالمه و نقش پترسون را بررسی کند. در روزنامه داگنز نی‌هتر در تاریخ ۲۸ فوریه ۲۰۰۶، دیگر خبرنگاران SVT با انتقاد شدید از این مستند، ادعا کردند که سازنده فیلم تعدادی اظهارات را جعل کرده در حالی که سایر شواهد متناقض را از قلم انداخته‌است، به ویژه شهادت نامه در اعلامیه رسمی پلیس، که نمی‌تواند با «ادعای دیدن تیراندازی» وی سازگار باشد. (چون کسی تیراندازی پالمه را به‌طور واضح ندید ولی مستند ادعا می‌کند فردی با شهادت گفته که تیراندازی را دیده‌است)
در قسمت پایانی تحقیقات و گزارش نهایی، نام پترسون به دلایل رسمی قانونی درج نشد. طبق قانون، پلیس مجاز به آغاز تحقیقات مجدد از شخصی نیست که در دادگاه بی گناه شناخته شده باشد، مگر اینکه شواهد عمده جدیدی پیدا شود. به اندازه کافی چنین شواهد جدیدی به دست نیامده بود، بنابراین تحقیقات پس از محاکمه بر روی او متمرکز نشد و در گزارش نهایی به جای پترسون، «مرد اسکاندیا» را با شواهد حتی کمتر متهم کرد.

### آفریقای جنوبی
در ۲۱ فوریه ۱۹۸۶ - یک هفته قبل از اینکه او کشته شود - پالمه یک سخنرانی را در پارلمان خلق سوئد علیه آپارتاید واقع در استکهلم انجام داد، در این گردهمایی صدها هوادار ضد آپارتاید و همچنین رهبران و مقامات کنگره ملی آفریقا و جنبش ضد آپارتاید مانند اولیور تامبو حضور داشتند. در سخنرانی، پالمه گفت، «آپارتاید قابل اصلاح نیست، باید لغو شود.»
ده سال بعد، در اواخر سپتامبر ۱۹۹۶، سرهنگ یوجین دو کاک، افسر سابق پلیس آفریقای جنوبی، با ارائه مدرکی به دادگاه عالی در پرتوریا ادعا کرد که پالمه مورد اصابت گلوله قرار گرفته و کشته شده زیرا "به شدت با رژیم آپارتاید و سوئد مخالف بود؛ و از آن طرف کمک‌های مالی قابل توجهی به کنگره ملی آفریقا داده بود ". وی در ادامه ادعا کرد که او شخص مسئول قتل پالمه را می‌شناسد. وی ادعا کرد که کریگ ویلیامسون، همکار سابق پلیس و جاسوس آفریقای جنوبی بوده‌است. چند روز بعد، کاپیتان پلیس سابق دیرک کوتزی، که قبلاً با ویلیامسون کار می‌کرد ، آنتونی وایت، پیشاهنگی پیشین سلووس رودسیان را که با سرویس‌های امنیتی آفریقای جنوبی ارتباط داشت، به عنوان قاتل واقعی پالمه شناسایی کرد. سپس یک نفر سوم، برتیل ودین مزدور سوئدی، که از سال ۱۹۸۵ در قبرس شمالی زندگی می‌کرد، توسط سرهنگ دوم پلیس سابق پیتر کازلتون که برای ویلیامسون مخفی کار می‌کرد، به عنوان قاتل معرفی شد. ماه بعد، در اکتبر ۱۹۹۶، بازرسان پلیس سوئد از آفریقای جنوبی بازدید کردند، اما نتوانستند مدارکی را برای اثبات ادعاهای کوک کشف کنند.
کتابی که در سال ۲۰۰۷ منتشر شد، حاکی از آن بود که یک مسئول عالی‌رتبه دفتر همکاری‌های مدنی به اسم Athol Visser (یا "ایوان مخوف")، مسئول برنامه‌ریزی و اجرای ترور اولوف پالمه است.
در یک برنامه تلویزونی سوئدی به اسم Efterlyst در تاریخ ۸ سپتامبر ۲۰۱۰، مجری برنامه از Tommy Lindström (رئیس گروه تحقیقات جنایی CID سوئد در زمان ترور اولاف) پرسید که چه کسی قاتل است؟ او بدون تردید به عنوان مظنون شماره یک به آپارتاید آفریقای جنوبی اشاره کرد و گفت انگیزه این ترور، متوقف کردن پرداخت‌هایی بود که دولت سوئد مخفیانه از طریق سوئیس به کنگره ملی آفریقا پرداخت می‌کرد.

### ارتباط بوفورس و هند
یان بوندسون، یک نویسنده، در کتاب ۲۰۰۵ به اسم خون روی برف: کشتن اولوف پالمه، نظریه ای مبنی بر ارتباط قتل پالمه با تجارت اسلحه به هند را مطرح کرد. کتاب بوندسون با دقت تمام ترور و پیامدهای آن را بازآفرینی کرد و اظهار داشت که پالمه از دوستی خود با راجیو گاندی برای تأمین اعتبار معامله ۸٫۴ میلیارد کرون سوئد برای شرکت تسلیحاتی سوئدی بوفورس جهت عرضه خمپاره انداز به ارتش هند استفاده کرده‌است. با این حال، پالمه نمی‌دانست که پشت سر او بوفورس از یک شرکت سایه دار به نام AE Services مشارکت می‌کند - به‌طور اسمی این شرکت در گیلدفورد، ساری، انگلیس مستقر است - در نهایت پالمه برای انعقاد معامله به مقامات دولت هند رشوه می‌دهد ولی ترور می‌شود و بعدها این معامه به اسم رسوایی بوفورس شهرت میابد.
بوندسون ادعا کرد که صبحی او ترور شد، پالمه با سفیر عراق در سوئد، محمد سعید الصحاف ملاقات کرده بود. این دو در مورد بوفورس بحث کردند، که الصحاف به دلیل فروش اسلحه در طول جنگ ایران و عراق آن را به خوبی می‌شناخت. بوندسون اظهار داشت که سفیر در مورد فعالیت‌های بوفورس به پالمه گفته و پالمه را عصبانی کرده‌است. بوندسون نظریه ای مبنی بر اینکه قتل پالمه ممکن است ناخواسته در اثر مکالمه وی با سفیر به وجود آمده باشد، اگر فروشندگان اسلحه بوفورس یا واسطه‌هایی که از طریق خدمات AE کار می‌کنند برنامه ای از پیش تعیین شده داشتند که نخست‌وزیر را در صورت کشف حقیقت و معامله با هند ساکت کنند تهدید کرد. طبق گفته بوندسون، پلیس سوئد اطلاعات حیاتی MI6 را در مورد معامله Bofors / AE Services با هند سرکوب کرد.

### روبرتو تیئم
روزنامه‌نگار سوئدی، آندرس لئوپولد، در کتاب خود در سال 2008 Det svenska trädet skall fällas ("درخت سوئد باید خراب شود")، این قضیه را مطرح می‌کند که روبرتو تیئم، فاشیست شیلیایی، اولوف پالمه را کشته‌است. تیئم رئیس ستیزه‌جویان جناح Patria y Libertad، یک سازمان سیاسی راست افراطی بود که توسط CIA آمریکا تأمین مالی می‌شد. به گفته لئوپولد، پالمه به این دلیل کشته شد که پس از کودتایی که سالوادور آلنده در سال ۱۹۷۳ سرنگون کرد، بطور مجانی به تعداد زیادی از شیلیایی‌های چپ پناهندگی داد.

### توطئه پلیس
کلاوس-دیتر کناپ در مقاله ای در هفته نامه دی تسایت آلمان، دیدگاه خود را دربارهٔ ترور در نتیجه توطئه ای در میان افسران پلیس افراط گرای راست سوئدی ارائه داد. بر اساس این گزارش، قاتل توسط دو شاهد که اتفاقاً در صحنه بوده و قاتل را از برخوردهای قبلی می‌شناختند شناسایی شد.

### پ ک ک

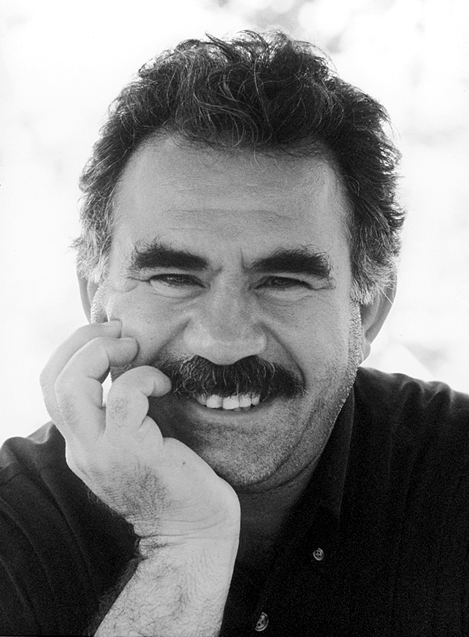
عبدالله اوجالان، رهبر پ.ک. ک، به دست داشتن در ترور اولوف پالمه متهم شد.

در سال ۱۹۷۱، اولوف پالمه گفت که ترس مردم از «آنارشیست‌ها و افرادی با موهای بلند [و] افرادی با ریش» را مقصر می‌داند. به دنبال این پیشنهاد، هانس هولمر، کمیسر پلیس استکهلم، با همکاری اطلاعاتی که به او منتقل شد (ظاهراً توسط برتیل ودین) کار کرد و تعدادی از کردهای مقیم سوئد را دستگیر کرد. گفته می‌شود پ ک ک مسئول قتل بوده‌است. با این وجود این نتیجه غیرقطعی بود و در نهایت منجر به برکناری هولمر از تحقیقات قتل پالمه شد.
پانزده سال بعد، در آوریل ۲۰۰۱، تیمی از افسران پلیس سوئد برای مصاحبه با رهبر پ.ک. ک عبدالله اوجالان در زندان ترکیه دربارهٔ ادعاهای دولت مبنی بر قتل پالمه توسط یک گروه مخالف کُرد، اقدام کردند. بازدید تیم پلیس بی فایده بود.
در سال ۲۰۰۷، ادعاهای جدید مربوط به همدستی پ.ک. ک در ترور پالمه در جریان تحقیقات ارگنکون، که تا تاریخ اکتبر ۲۰۰۸ ادامه داشت، در رسانه‌های ترکیه ظاهر شد. .
روزنامه‌های ترکیه چندین بار ادعا کرده‌اند که پ ک ک قتل را پذیرفته‌است اما پ ک ک همیشه ادعاها را رد کرد. در سال ۱۹۹۸، پ.ک. ک گفت که نشانه محکمی وجود دارد که طرف ترکیه سعی دارد با استفاده از قتل اولوف پالمه، پ.ک. ک را بی‌اعتبار کند. همچنین بسیاری از سازمانهای کردی بر این باورند که ادعاهای اولیه تبلیغات دولت ترکیه بوده‌است.

### ارتباط CIA و P2
نظریه دیگر درگیر شدن CIA و لژ شبه ماسونی ایتالیایی به اسم Propaganda Due به رهبری لیچو جلی است که در تلگرافی به Philip Guarino نوشت که «درخت سوئد قطع خواهد شد». . ادعاهای مربوط به دست داشتن سیا در ترور توسط ریچارد برنکه، تاجر اورگونی که گفته بود یکی از عوامل سابق سیا است، در گزارش تلویزیون رای در ژوئیه ۱۹۹۰ مطرح شد. سیا ادعاهای برنکه «مزخرف مطلق» خواند و همه آن را رد کرد. با توجه به «ماهیت ظالمانه ادعاهای او»، سیا با انکار علنی اظهار داشت: «آژانس کاملاً انکار می‌کند که آقای برنکه هرگز مأمور سیا بوده یا با سیا ارتباط داشته‌است.»

### GH
مظنونی که فقط توسط Granskningskommissionen در سال ۱۹۹۹ به عنوان GH شناخته شد، در تحقیقات اولیه مورد توجه بود. این بر اساس یک پروفایل استانداردی بود که پلیس برای شناسایی یک قاتل استفاده می‌کرد. نتیجه‌گیری این بود که قاتل دانش و آگاهی استفاده از اسلحه گرم سبک را دارد، از اسمیت و وسون ۰٫۳۵۷ مگنوم استفاده کرد که GH در آن زمان در اختیار داشت. گزارش شده‌است که مظنون در چندین بازجویی پلیس برای شهادت دادن در دهه ۱۹۹۰ حاضر نشده‌است. شهادت‌های بعدی که توسط مظنون داده شد غیرقابل اعتماد شناخته شدند. از جمله شهادت‌های مربوط به محل نگهداری مظنون در شب ترور و دفع اسلحه گرم. وی از تحویل اسلحه خود، تنها سلاح کالیبر ۳۵۷ ثبت شده در منطقه استکهلم که مورد آزمایش قرار نگرفت، امتناع ورزید و متعاقباً ادعا کرد که آن را به یک خریدار ناشناخته در کونگسترودگاردن فروخته‌است. GH در یک مورد مجوز اسلحه خود را تعلیق کرد، (به احتمال بالایی بعد از فهمیدن ترور پالمه). GH همچنین به اتهام تعرض، یک بار به جرم لگد زدن به یک سگ در سال ۱۹۸۵، و بعداً حادثه ای در سال ۲۰۰۵ که پس از آزار و اذیت به یک جوان در آستر مترو حمله کرد، محکوم شد. در اوت ۲۰۰۸، پس از اینکه پلیس از طریق تماس تلفنی توسط برادرش به وی هشدار داد، پس از اینکه پلیس زنگ خانه او را خواست و خواستار ورود شد، با هدف شلیک گلوله خودکشی کرد. گفته می‌شود او از افسردگی‌های پارانوئید رنج می‌برد.

### مرد لیزری
John Ausonius «مرد لیزری» که با نام John Stannerman نیز شناخته می‌شود، در ابتدا یکی از مظنونان بود، اما معلوم شد که او بهانه محکمی دارد، زیرا او در شب شلیک به پالمه زندانی شد.

### مرد اسکاندیایی
در سال ۲۰۱۸، توماس پترسون، روزنامه‌نگار و محقق، ابتدا مجموعه ای از مقالات را در مجله سوئدی Filter و بعداً کتابی با عنوان Den osannolika mördaren ("قاتل بعید")، بر اساس تحقیقات طولانی مدت در مورد قتل پالمه ، منتشر کرد. یافته‌های پترسون همچنین در جاهای دیگر رسانه‌های سوئد پوشش داده شد، به عنوان مثال روزنامه‌های Expressen و آفتونبلادت. تئوری "مرد اسکاندیایی" قبلاً توسط لارس لارسون در کتاب 2016 Nationens fiende (به معنای واقعی کلمه، "دشمن ملت") مطرح شده بود، اما در آن زمان فقط مورد توجه محدود قرار گرفت.
پلیس در سال ۲۰۱۸ به بررسی این نظریه پرداخت. در آغاز بررسی‌ها پلیس به استیگ انگستروم مظنون نبود. اما تیم تحقیقاتی بعداً دریافت که او از سلاح استفاده می‌کرده، عضو ارتش سوئد بوده و در باشگاه تیراندازی عضو بوده، مدت طولانی مشکلات مالی داشته و بیش از اندازه نوشیدنی الکلی مصرف می‌کرده‌است. استیگ انگستروم، دوست یک کلکسیون‌دار اسلحه بوده و علاقه زیادی به تپانچه‌های مگنوم داشته‌است. همچنین استیگ انگستروم عضوی از حلقه منتقدان سیاست‌های اولاف پالمه بود. با همه این شواهد، تیم تحقیقات، تصویر روشنی از انگیزه او برای قتل پیدا نکرد. همچنین اظهارات شاهدان عینی دربارهٔ فرد مسلح و حضور او در محل جرم، با گفته‌های استیگ انگستروم دربارهٔ مکان حضور او در روز ترور تناقض داشت.
پس از سه دهه از ترور نخست‌وزیر سوئد، در ۱۰ ژوئن ۲۰۲۰، دادستانی سوئد اعلام کرد هویت قاتل اولاف پالمه، یک طراح گرافیک به نام استیگ انگستروم معروف به «مرد اسکاندیایی» است. استیگ انگستروم، کارمند شرکت بیمه‌ای به نام «اسکاندیا» (اسکاندیناوی) بود که در روز قتل تا دیرهنگام در آن کار می‌کرد و با محل قتل فاصله کمی داشت. استیگ انگستروم برای استفاده از اسلحه آموزش دیده بود و مخالف سیاست‌های اولاف پالمه بود.
استیگ انگستروم در سال ۲۰۰۰ خودکشی کرد و به این ترتیب پرونده قتل نخست‌وزیر اولاف پالمه مختومه اعلام شد. ضمن اینکه شواهد فنی موجود نبود. بازرسان هنوز «تصویر روشنی» از انگیزه او برای کشتن پالمه پیدا نکردند. در سال ۲۰۲۰ دادگاه سوئد دلیل تصمیم به افشای نام قاتل را مرگ او عنوان کرد. پسر او مُرتِن پالمه از تصمیم دادگاه اعلام رضایت کرد.
باور بسیاری از سوئدی‌ها بر این است که از انگستروم تنها برای پایان دادن به داستان و معرفی قاتل استفاده شده‌است. چون او خیلی کوتاه قد بود. درحالی که قاتل قد بلند و قوی بود. علاوه بر این، انگستروم، پیش یا پس از ترور اولاف پالمه، مرتکب قتلی نشده بود.

## ارقام

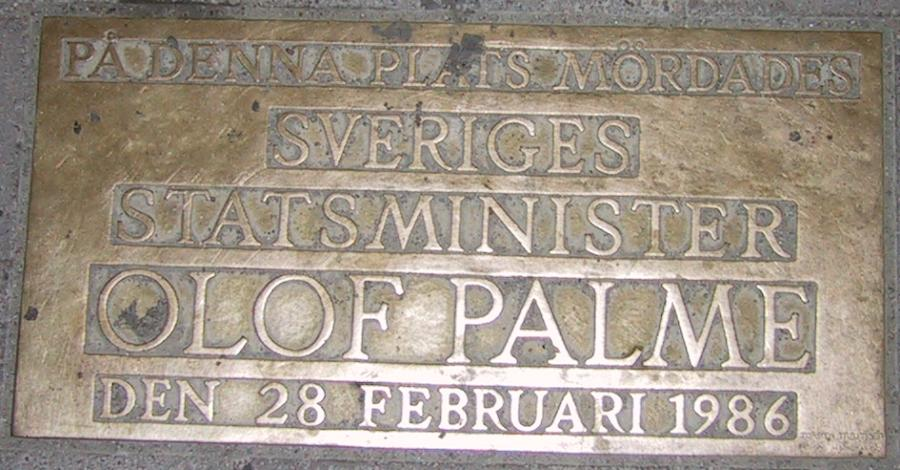
پلاک یادبود در محل ترور، با عنوان: "در اینجا، اولوف پالمه، نخست وزیر سوئد، در ۲۸ فوریه ۱۹۸۶ کشته شد."

- هزینه تحقیقات ۳۵۰ میلیون کرون سوئد است، ۳۸ میلیون یورو یا ۴۱ میلیون دلار تا تاریخ ۲۵ فوریه ۲۰۱۶.[۵۹]
- تعداد کل صفحات جمع شده در طی تحقیقات حدود ۷۰۰۰۰۰ صفحه است.[۶۰][۶۱] به گفته یک جرم‌شناس، این تحقیقات «بزرگترین تحقیقات در تاریخ پلیس جهانی» است.[۶۲]
- پاداش حل قتل ۵۰ میلیون کرون (تقریباً ۵ میلیون یورو یا ۷ میلیون دلار) است)[۶۳]

## نمایش فیلم‌ها
فیلم هیجان انگیز-داستانی سوئدی با عنوان "آخرین قرارداد" (Sista kontraktet) در سال ۱۹۹۸، ترور پالمه به گونه ای به تصویر کشیده شد که توسط یک قاتل اجیر برنامه‌ریزی شده بود.